# Краснолуцька сільська територіальна громада
Краснолуцька сільська об'єднана територіальна громада — об'єднана територіальна громада в Україні, в Миргородському районі Полтавської області. Адміністративний центр — село Красна Лука.
Площа громади — 215,24 км², населення — 3814 мешканців (2018).
Утворена 15 травня 2018 року шляхом об'єднання Гречанівської, Краснолуцької, Малопобиванської, Римарівської та Сватківської сільських рад Гадяцького району.
12 червня 2020 року приєднана Ціпківська сільська рада.

## Населені пункти
До складу громади входять 19 сіл: Берізки, Бірки, Бухалове, Глибока Долина, Гречанівка, Зелена Балка, Змажине, Красна Лука, Максимівка, Мала Побиванка, Миколаївка, Пирятинщина, Римарівка, Сватки, Тригубщина, Хитці, Цимбалове, Ціпки та Шевченкове.